# Vinkli

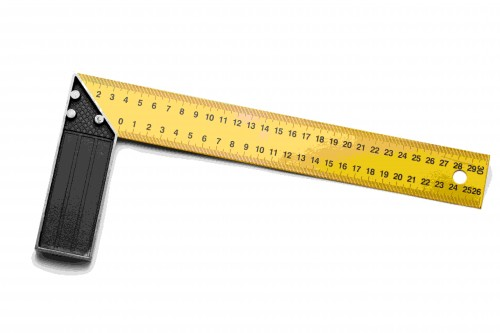

A vinkli (a német Winkel, szög szóból) egy építőiparban használt szerszám. Nevének jelentése: derékszög / derékszögező. Német/latin eredetű. Anyaga lehet fa, műanyag vagy fém. Méretét az általában kézi használat határolja be. Funkciója nem más, mint hogy egyes mérések, mértani rajzok készítése alkalmával biztosítsa a 90 fokos szöget. Élei mentén pontosan 90 fokban rajzolhatunk.